# スペースX CRS-23
Spx-23としても知られるスペースX CRS-23は国際宇宙ステーションへの商業補給サービスであり、2021年8月29日に打ち上げに成功し、翌日ステーションにドッキングした。このミッションはNASAとの契約に基づき、スペースXがカーゴドラゴンC208を使用して実施した。これは2016年1月に締結されたNASAのCRSフェイズ2契約に基づくスペースXによる3回目のフライトだった。このミッションは、この再利用可能カプセルにとって2回目のミッションだった。
C208は、スペースX Crew-2（エンデバー）およびインスピレーション4（レジリエンス）とともに2021年9月15日から18日にかけて同時に宇宙空間にいた3機のドラゴン2宇宙船のうちの1機である。

## カーゴドラゴン
スペースXはカーゴドラゴンを5回再利用することを計画している。カーゴドラゴンは、宇宙飛行士が搭乗している場合に必要となるスーパードラコ脱出エンジン、座席、操縦装置および生命維持装置なしで打ち上げられる。ドラゴン2は、ドラゴン1に対して、再改修時間を短縮して飛行間隔を短縮するなどの改良が加えられている。
NASAのCRSフェイズ2契約下での新しいカーゴドラゴンカプセルは、フロリダ近くのメキシコ湾ないし大西洋にパラシュートで降下して着水する。

## 貨物

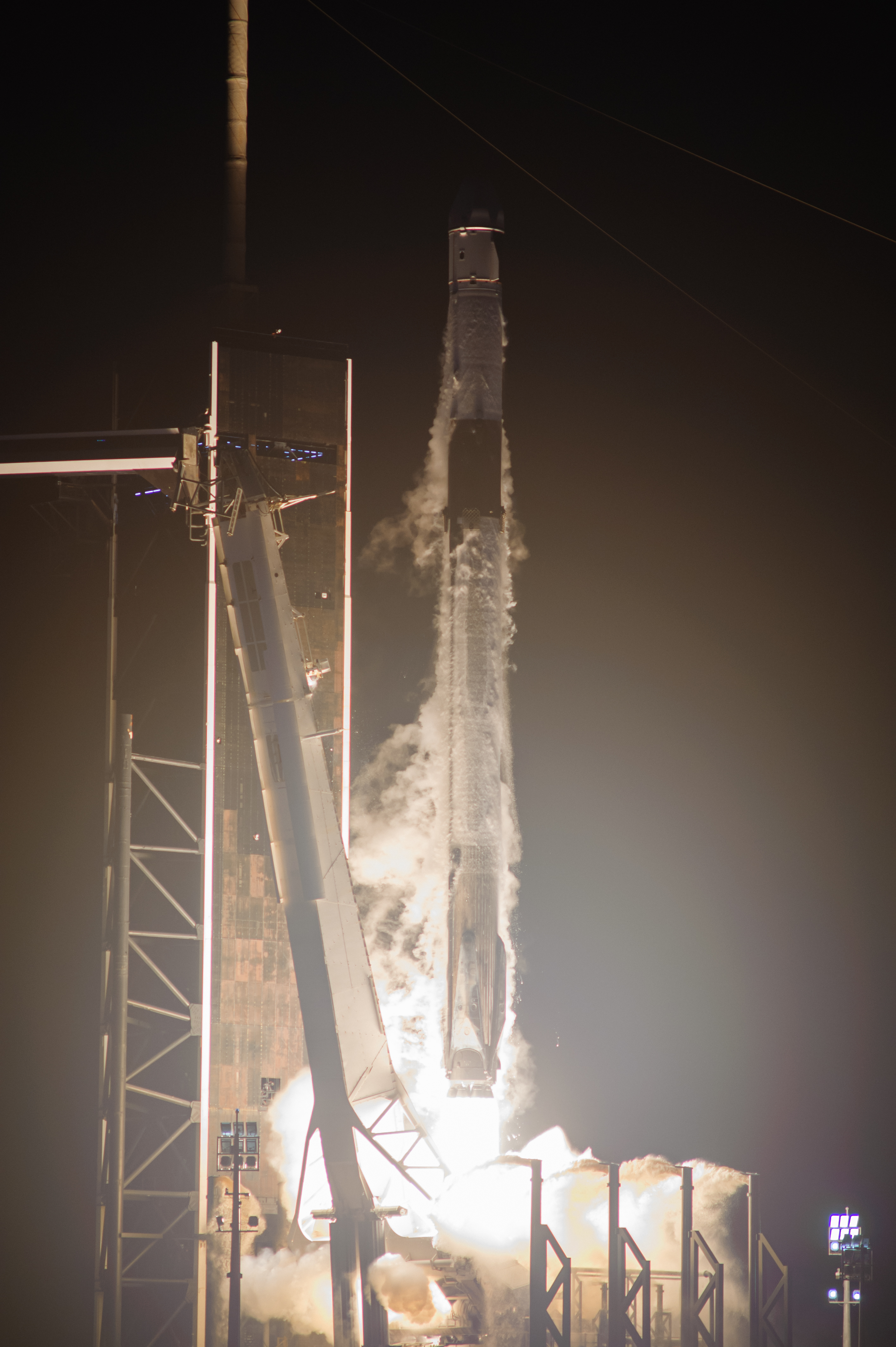
CRS-23ミッションのためにカーゴドラゴンを輸送するファルコン9の離昇

NASAはスペースXとCRS-23ミッションの契約を結び、これに従ってカーゴドラゴンの主なペイロード、打ち上げ日および軌道パラメーターを決定した。
- 科学調査： 1,046 kg (2,306 lb)
- 宇宙船ハードウェア： 338 kg (745 lb)
- 乗組員の補給物資： 480 kg (1,060 lb)
- 船外活動装備： 69 kg (152 lb)
- ロシア製ハードウェア： 24 kg (53 lb)

### GITAI S1 Robotic Arm Tech Demo
GITAI S1 Robotic Arm Tech Demo（GITAI S1ロボットアーム技術実証）では、前年のスペースX CRS-21ミッションでドラゴン C208でステーションに運ばれ、新たに取り付けられたナノラックス・ビショップ・エアロック内に置かれたGITAI Japan社製の微小重力用ロボットの試験が行われる。エアロックの中で、ロボットアームはその多用途性と器用さを実証するためにいくつものテストを実行する。
GITAI Japan社が設計したこのロボットはビショップ・エアロック内部の与圧環境で汎用ヘルパーとして機能することになる。工具およびスイッチを操作し、科学実験を実施する。次のステップはISS外部の過酷な宇宙環境での試験となる。ロボットは作業を自律的にも遠隔操作でも行うことができる。ロボットの腕は8自由度を有しており、1メートルの長さがある。GITAI S1は、宇宙ステーション内外、軌道上での整備および月面基地開発において、特定のタスクを実行するように設計された半自律/半遠隔操作型ロボットアームである。AIと特別に設計されたGITAI操作システムH1による自律制御と遠隔操作を組み合わせることで、GITAI S1自体がスイッチ、ツール、柔らかい物体の操作、科学実験や組み立て、高負荷作業など、従来の産業用ロボットや特定のタスクに特化したロボットアームには非常に困難だった多目的なタスクを実行する能力を持っている。

## 研究

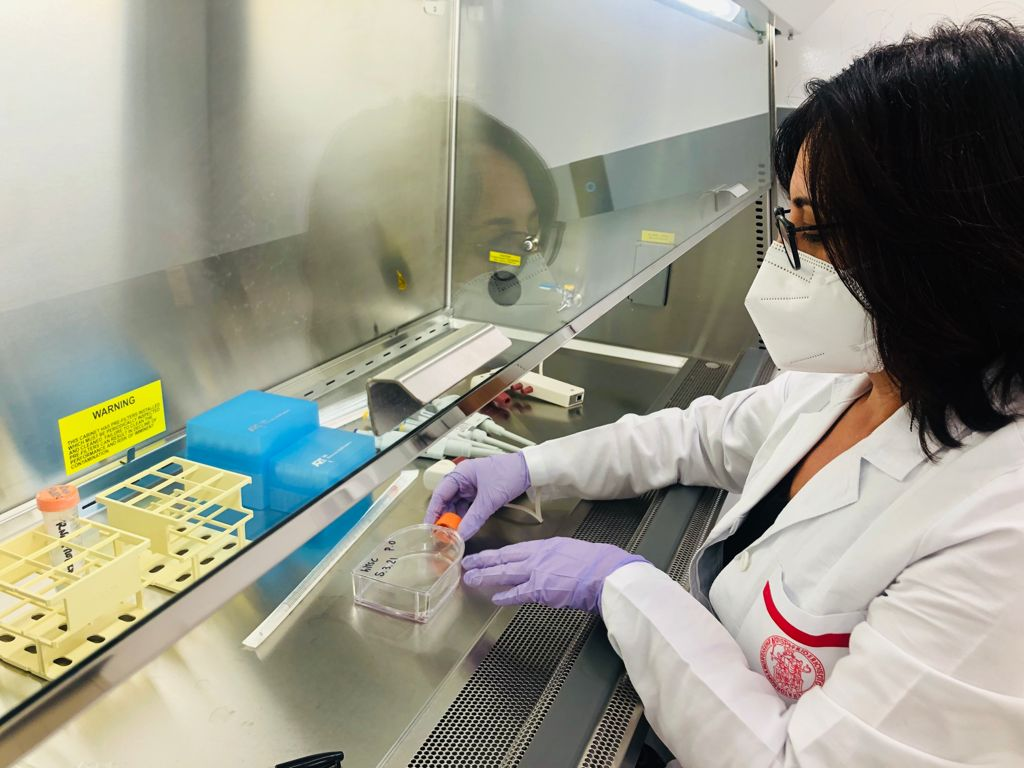
CRS-23ミッションのために関節炎に依存した炎症を減らすための実験の第一段階を準備中の生物学者

軌道実験室に到着した新しい実験は、将来の科学者や探査者に刺激を与え、研究者に貴重な洞察を提供した。

### NASAグレン研究センターの研究[8]
- 対流沸騰および凝集実験（FBCE）が流体統合ラック（FIR）に挿入された[9]
- 固体燃料の点火および消火（SoFIE）の支援ハードウェアが燃焼統合ラック（CIR）に挿入され[10]、残りのSoFIEハードウェアはスペースX CRS-24で飛来した。

### 学生宇宙飛行実験計画
学生宇宙飛行実験計画（SSEP）では5件の実験が明らかにされている：
- ミッション14C - 実験2件[11]
- ミッション15B - 実験3件[12]

### マルタ初の宇宙飛行
マルタは、SpaceOMIXと名付けた初めての宇宙での生化学実験をマレス計画にもとづく初めての実験として送り込んだ。最初のミッションは、従来の治療に抵抗性のある糖尿病性足潰瘍の皮膚細菌叢を調査することだった。実験には宇宙飛行前後の完全なマルチオミクス解析が含まれている。この実験では、国際宇宙ステーションへの歴史的に初のミッションの一環として、あらゆる年齢の学童を含む人々からのSTEMをもとにした科学メッセージも多数収集している。ICECubeプラットフォームに基づいて特別に設計されたバイオキューブは、ベルギーに拠点を置くスペース・アプリケーションズ・サーヴィシズとの協業で実施された。

### 欧州宇宙機関（ESA）の研究と活動
- ESAのBIOFILMS（Biofilm Inhibition On Flight equipment and on board the ISS using microbiologically Lethal Metal Surfaces、微生物学的致死性金属表面を使用した飛行装置およびISS搭載のバイオフィルム阻害）実験は、重力が異なる宇宙飛行条件下での細菌性バイオフィルムの形成およびさまざまな金属表面の抗菌性を調査する[14]。
- ESAのOrbit Your Thesis!: OSCAR-QUBE - ベルギーのハッセルト大学（英語版）のチームが14か月をかけて設計、組み立て、試験を行ったOSCAR-CUBEは、コロンバス実験棟内にスペース・アプリケーションズ・サーヴィシズが所有および運用する、ICECube施設に設置される。このチームはESAのOrbit Your Thesis!（OYT、論文を宇宙へ！）と呼ばれる教育プログラムの一部であり、フェムトテスラ精度を備えたダイアモンド量子ベース磁力計の実験を提案した。このチームは、OYT プログラムの一環として実験を開始した最初のチームであり、ISS への実験を開始した大学の最初の学生でもある[15]。

## CubeSats
このミッションにはCubeSatが含まれていた（ELaNa 37）：
- PR-CuNaR2 - CubeSat ナノラックス2、プエルトリコ・インターアメリカン大学[16]
- Amber IOD-3 – ホライズン・スペース・テクノロジーズ（英国）[17]
- Binar-1 – カーティン大学（オーストラリア）宇宙科学技術センター[18][19]。
- CUAVA-1 – CubeSatのためのARC訓練センター、UAVとその応用、シドニー大学（オーストラリア）本部[20][21]
- CAPSat - 冷却焼きなましペイロード衛星、イリノイ大学アーバナ・シャンペーン校（米国）[22]
- Maya-3 および Maya-4 – フィリピン大学ディリマン校および九州工業大学（日本）[23]
- SPACE HAUC – 優秀な学部生幹部による通信工学を中心とした科学プログラム、マサチューセッツ大学ローウェル校（米国）[24]